# Thallophaga taylorata
Thallophaga taylorata là một loài bướm đêm trong họ Geometridae.